# Phyllanthus chiapensis
Phyllanthus chiapensis là một loài thực vật có hoa trong họ Diệp hạ châu. Loài này được Sprague miêu tả khoa học đầu tiên năm 1909.